# Smilciînți, Lîseanka
Smilciînți (în ucraineană Смільчинці) este localitatea de reședință a comunei Smilciînți din raionul Lîseanka, regiunea Cerkasî, Ucraina.

## Demografie
Componența lingvistică a localității Smilciînți
     Ucraineană (97,67%)
     Rusă (2,33%)
Conform recensământului din 2001, majoritatea populației localității Smilciînți era vorbitoare de ucraineană (97,67%), existând în minoritate și vorbitori de rusă (2,33%).